# François-Léon Gauthey
Pour les articles homonymes, voir Gauthey.
François-Léon Gauthey, né le 1er mars 1848 à Chalon-sur-Saône et mort le 25 juillet 1918 à Fournols en France est un religieux catholique français, qui fut évêque de Nevers puis archevêque de Besançon.

## Biographie
Ordonné prêtre du diocèse d'Autun le 16 juillet 1871, François-Léon Gauthey occupe plusieurs offices pastoraux. D'abord desservant à Paray-le-Monial, puis curé à Chalon-sur-Saône, il gagne la confiance du cardinal Perraud qui le nomme vicaire général du diocèse en 1899.
Le 21 février 1906 il est nommé évêque de Nevers par le pape Pie X. Il fait ainsi partie du « sacre des Quatorze »,, ces évêques choisis et nommés par le Saint-Siège sans avoir été présentés par le chef de l'État, comme il était de rigueur sous le régime concordataire. Les quatorze prélats sont sacrés quatre jours après, le 25 février 1906, par le pape Pie X lui-même dans la basilique Saint-Pierre de Rome. Les deux neveux du nouvel évêque de Nevers, l'un vicaire dans le diocèse d'Autun, l'autre élève au séminaire français de Rome assistent à la cérémonie.
Moins de quatre ans plus tard, le 20 janvier 1910 il est nommé archevêque de Besançon, siège qu'il occupe jusqu'à sa mort. Son pontificat est marqué par le contexte de la loi de séparation des Églises et de l'État puis par le premier conflit mondial dont il ne connaît pas la fin.

### Pendant laPremière Guerre mondiale

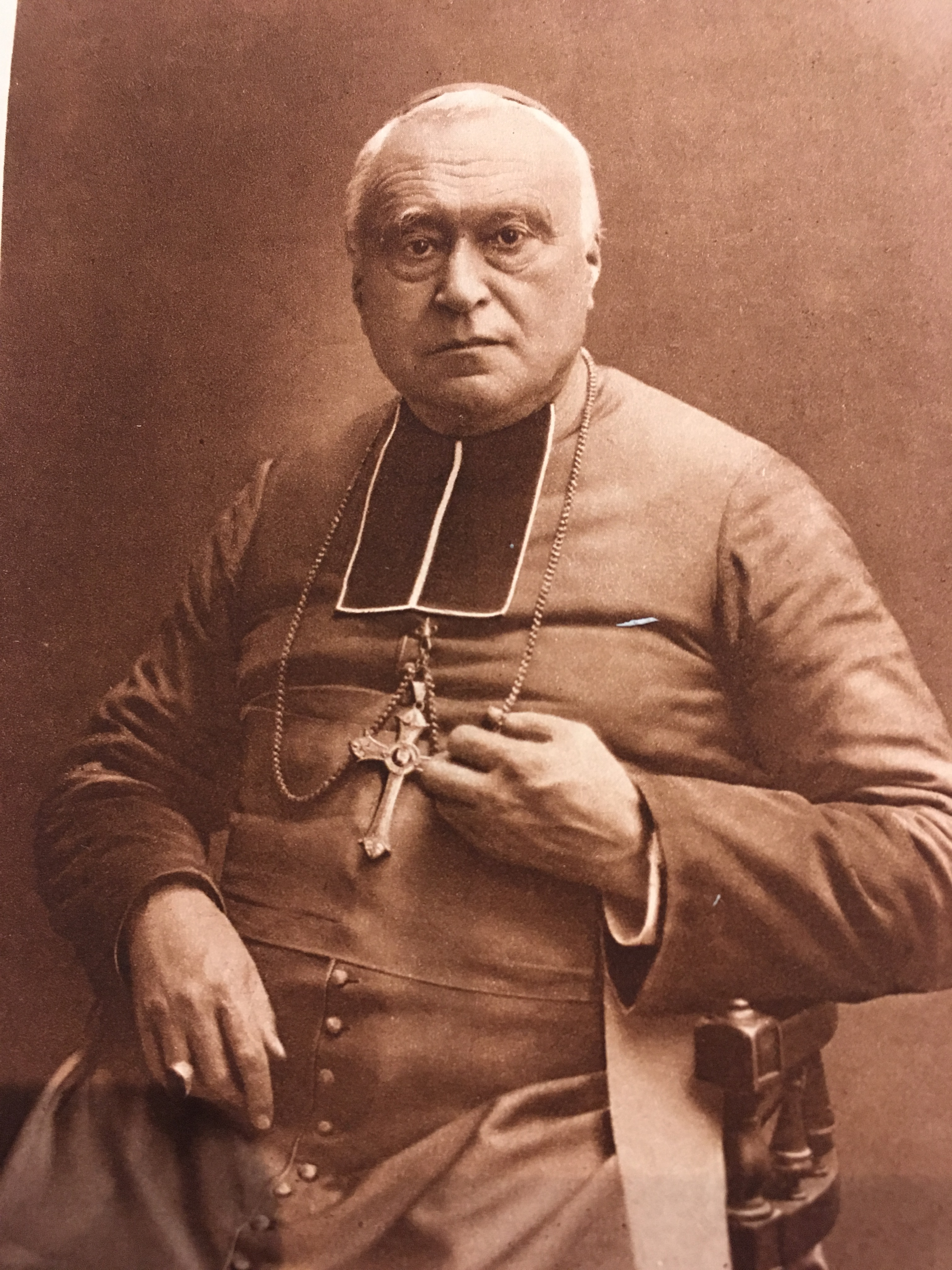
François Gauthey.

Dès la déclaration de guerre d'août 1914, l'archevêque de Besançon affiche une position patriote et réaliste ; il déclare ainsi : « La lutte sera terrible et acharnée, mais notre cause est juste et nous pouvons espérer que Dieu sera avec nous. » La même année, il invoque la protection divine sur son diocèse en le consacrant au Sacré-Cœur. Le 31 décembre 1916, il formule le vœu de construire à Besançon une église dédiée au Sacré-Cœur pour remercier Dieu d'avoir épargné son diocèse de l'invasion allemande. D'abord envisagée sur le mont de Brégille, l'église du Sacré-Cœur sera finalement construite avenue Carnot dans le quartier des Chaprais en raison des besoins pastoraux.